# Сент Стивен (Минесота)
Сент Стивен (енгл. St. Stephen) град је у америчкој савезној држави Минесота.

## Демографија
По попису из 2010. године број становника је 851, што је 9 (-1,0%) становника мање него 2000. године.
| Група             | 2000.       | 2010.       |
| Белци             | 843 (98,0%) | 837 (98,4%) |
| Афроамериканци    | 0 (0,0%)    | 0 (0,0%)    |
| Азијати           | 0 (0,0%)    | 0 (0,0%)    |
| Хиспаноамериканци | 9 (1,0%)    | 6 (0,7%)    |
| Укупно            | 860         | 851         |